# Sellano
Sellano é uma comuna italiana da região da Umbria, província de Perugia, com cerca de 1.209 habitantes. Estende-se por uma área de 85 km², tendo uma densidade populacional de 14 hab/km². Faz fronteira com Campello sul Clitunno, Cerreto di Spoleto, Foligno, Trevi, Visso (MC).

## Demografia
| Variação demográfica do município entre 1861 e 2011                               |
|                                                                                   |
| Fonte: Istituto Nazionale di Statistica (ISTAT) - Elaboração gráfica da Wikipedia |